# Question d'Orient

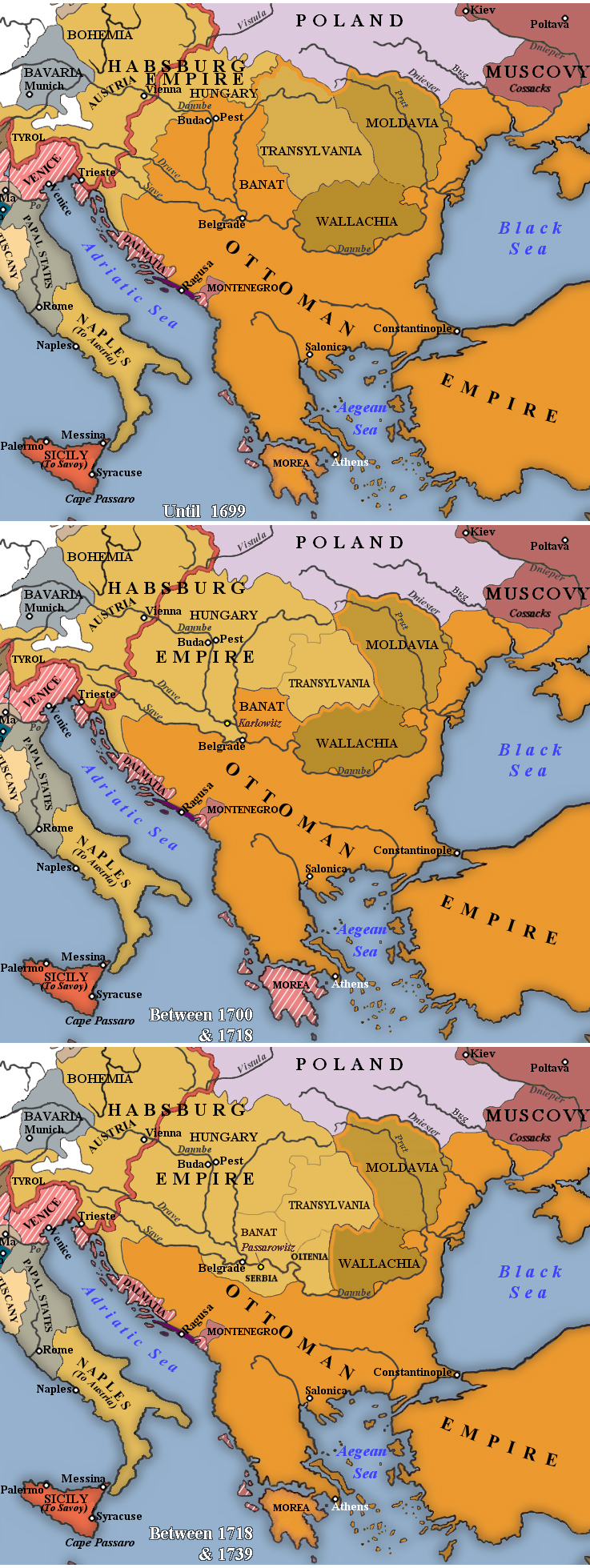
Le Sud-Est de l'Europe entre 1699 et 1739.

La question d’Orient est l'expression employée pour qualifier l’implication au XIXe siècle en Méditerranée orientale et dans les Balkans des diverses puissances européennes (principalement la France, le Royaume-Uni et la Russie mais dans une moindre mesure l’Autriche, l’Italie et l'Allemagne) profitant du déclin de l’Empire ottoman. De ce fait, il s'agit en réalité de la « question d'Occident », selon l'expression de l'historien britannique Arnold Toynbee (1889-1975).
La « question d’Orient » ne commença à être évoquée par cette expression que vers 1774, lorsque la signature du traité de Kutchuk-Kaïnardji donna d’importants privilèges politiques et commerciaux à la Russie (et à ses protégés, comme les marchands grecs d’Hydra). Cependant, elle avait commencé dès le traité de Karlowitz (1699), avec le grand recul ottoman en Europe centrale et ne s’achèvera qu’en 1918, par la défaite de la « Sublime Porte », qui disparut du paysage géopolitique en 1923, avec la signature du traité de Lausanne et le remplacement de l’Empire par la République turque. Le trait essentiel de cette période était le recul progressif de l'Empire ottoman dans un climat de rivalité entre les grandes puissances européennes. L'économie de l'Empire ottoman, caractérisée par un retard de développement et un endettement chronique, contribuait à aiguiser les inquiétudes et les convoitises des puissances occidentales.
Plus spécifiquement en France, la « question d’Orient » fait référence à la politique d'intervention menée par les gouvernements successifs au XIXe siècle : intervention en Grèce (1828), expédition d'Alger (1830), guerre de Crimée (1853-1856), expédition française en Syrie (1860-1861), etc.

## Révolution serbe
Elle commença en 1804, avec le premier soulèvement des Serbes, et aboutit en 1815, avec l'autonomie du pays sur le modèle de celle des Principautés danubiennes, vassales de la « Sublime Porte » mais ayant leur propre gouvernement, constitutions, forces armées et flottes. Ils étaient officiellement des États chrétiens où la religion d'État était l'orthodoxie et non l'islam, comme dans les provinces de l'Empire ottoman.

## Émancipation roumaine
Vassales de la « Sublime Porte » depuis le XVe siècle, les Principautés danubiennes de Moldavie et Valachie avaient conservé leur autonomie mais étaient gouvernées depuis le XVIIIe siècle par des hospodars phanariotes. Bien que chrétiens, ils étaient perçus par la population comme trop proches du pouvoir ottoman. Un mouvement militant pour l'émancipation des Roumains contesta l'ordre établi et aboutit en 1859 à l'unification des deux principautés, puis en 1878 à l'indépendance du pays.

## Indépendance grecque
Le plus structuré des mouvements d'émancipation des peuples balkaniques était la « Société des Amis », à dominante hellénique. Son action était double. Sur le plan extérieur, en s'appuyant sur le philhellénisme, elle obtient des appuis auprès des grandes puissances de l'époque (notamment en Russie, en France et au Royaume-Uni). Sur le plan intérieur, elle coordonna les mouvements militant pour l'émancipation des Grecs, encadra et donna une idéologie aux exclus et rebelles de toutes sortes et rallia le clergé orthodoxe à sa cause.